# جين لاركن
جين لاركن (بالإنجليزية: Gene Larkin)‏ هو لاعب كرة قاعدة أمريكي، ولد في 24 أكتوبر 1962 في فلاشينغ ‏ في الولايات المتحدة.

## وصلات خارجية
- جين لاركن على موقع دوري كرة القاعدة الرئيسي (الإنجليزية)
- جين لاركن على موقعبيزبول رفرنس.كوم (الدوري الرئيسي) (الإنجليزية)
- جين لاركن على موقعبيزبول رفرنس.كوم (الدوري الثانوي) (الإنجليزية)
- جين لاركن على موقع مشجعي الرسوم البيانية (الإنجليزية)